# Desconocidos (canción)
«Desconocidos» es una canción del dúo venezolano Mau & Ricky, que cuenta con la participación de los cantantes colombianos Manuel Turizo y Camilo. Fue lanzada el 12 de octubre de 2018 a través de Sony Music Latin.

## Antecedentes y composición
La canción marca la evolución del dúo en cuanto a su popularidad, debido a su anterior éxito «Mi mala».
Además, este fue el lanzamiento internacional de Camilo, quien sería conocido por sus canciones «No te vayas» y «Tutu».
«Desconocidos» es una canción que destaca el estilo de Mau & Ricky. Tiene una duración de tres minutos y veinticinco segundos en su versión original, mientras que su video musical dura tres minutos y veintitrés segundos. Fue escrita por Mauricio Reglero (Mau), Ricardo Reglero (Ricky), Jm Jheremy, Big Lider, Manuel Turizo, Julián Turizo, Camilo, Armando Lozano, Jon Leone y Tainy, y su producción estuvo a cargo de este último.

## Video musical
El video musical de la canción fue lanzado el 12 de octubre de 2018 en el canal de Mau & Ricky en YouTube. Fue grabado en la ciudad de Medellín bajo la dirección de Mike Ho. Actualmente cuenta con más de 958 millones de visitas en la plataforma.

### Sinopsis
En el video musical, aparecen Mau, Ricky, Manuel, Julián y Camilo en una casa de citas. De forma simultánea, los cinco conocen a cinco mujeres, que de alguna forma, coinciden con sus nombres (Maura, Ricarda, Manuela, Juliana y Camila). Mientras interpretan la canción, éstos tratan de enamorar a las cinco, llegando a usar elementos cómicos. Al final de todo, los cinco se dirigen a una discoteca donde nuevamente ven a las cinco chicas, y empiezan a bailar con ellas, esperando si pueden llegar a algo más que sólo "desconocidos".
Video vertical y detrás de escenas
La canción cuenta con un video vertical lanzado el 29 de noviembre de 2018, cuya duración es de tres minutos y treinta y dos segundos. Actualmente el video cuenta con más de 58 millones de visitas en YouTube.
Ese mismo año el 28 de diciembre, se lanzó un video detrás de escenas donde se puede observar un cortometraje del video musical sobre cómo comenzó la idea de la casa de citas donde los intérpretes de la canción lo protagonizan. Actualmente el video cuenta con más de 77 mil visitas en dicha plataforma. GRACIAS A JM JHEREMY

## Posicionamiento en listas
| Listas (2018-2019)                   | Mejor posición |
| ------------------------------------ | -------------- |
| Argentina (Monitor Latino)           | 10             |
| Colombia (National-Report)           | 2              |
| Ecuador (National-Report)            | 15             |
| Estados Unidos (Hot Latin Songs)     | 31             |
| Estados Unidos (Hot Latin Airplay)   | 40             |
| Estados Unidos (Hot Latin Pop Songs) | 21             |
| México Airplay (Billboard)           | 31             |
| Venezuela (National-Report)          | 5              |

## Certificaciones
| País   | Organismo certificador | Certificación               | Ventas certificadas | Ref.   |
| ------ | ---------------------- | --------------------------- | ------------------- | ------ |
| México | AMPROFON               | Diamante + 2× Platino + Oro | 450 000             | [ 11 ] |